# Lodewijk Wilhelmus Copijn
Lodewijk Wilhelmus (Louis) Copijn (Maartensdijk, 1 februari 1878 – 8 april 1945) was een Nederlands tuin- en landschapsarchitect.
Louis Copijn was afkomstig uit een geslacht van boomkwekers. Zijn vader was tuinarchitect Hendrik Copijn (1842–1923), en zijn grootvader was boomkweker en architect Jan Copijn (1812–1885), die o.a. in 1875 de tuinaanleg van Schoonoord (Doorn) moderniseerde. In 1901 nam zijn vader hem op in de firma H. Copijn & Zoon. In 1908 huwde Louis met de Engelse Glays Sarah Dawson.

## Oeuvre
- Julianapark in Utrecht, omstreeks 1903 grotendeels door Louis ontworpen;
- Landgoed De Wilmersberg in De Lutte, Overijssel, omstreeks 1923.
- Algemene Begraafplaats Kranenburg in Zwolle, omstreeks 1928;
- Natuursportterrein aan de Blauwkapelseweg en de Bilthovenseweg in De Bilt, omstreeks 1932;
- Tuinontwerp voor Kasteel Heeswijk (1932), niet gerealiseerd[1][2]
- Begraafplaats Selwerderhof in de stad Groningen met Jan Vroom jr., omstreeks 1939.

- International Standard Name Identifier: 0000 0004 3641 3544
- Nederlandse Thesaurus van Auteursnamen: 375526897
- RKD-Nederlands Instituut voor Kunstgeschiedenis: 479306
- Virtual International Authority File: 309902006
- WorldCat: E39PBJtCCrjT7gh3cwhqDtxCcP